# Björnhyttan

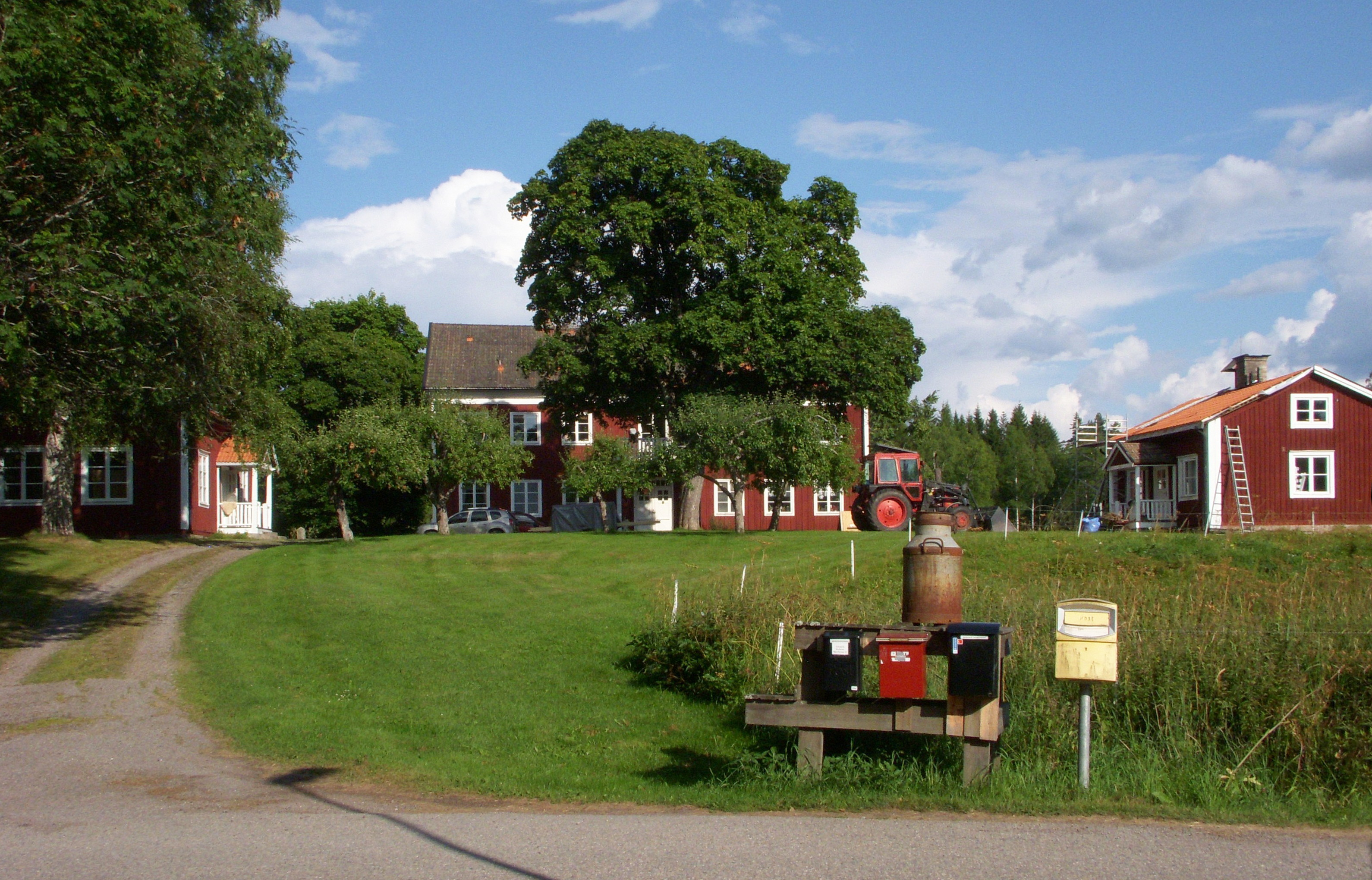
Björnhyttans herrgård 2013.

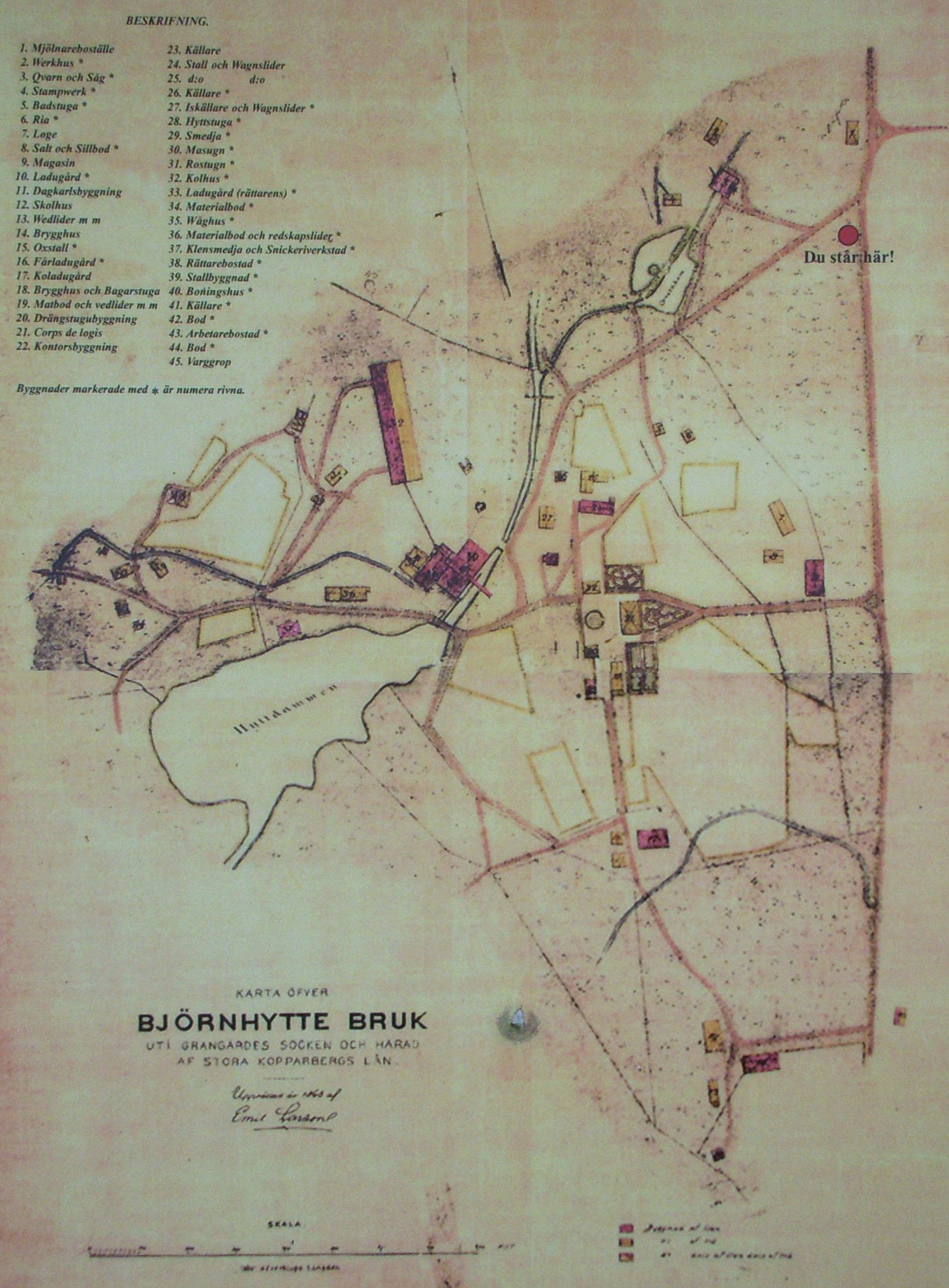
Björnhytte bruk, karta.

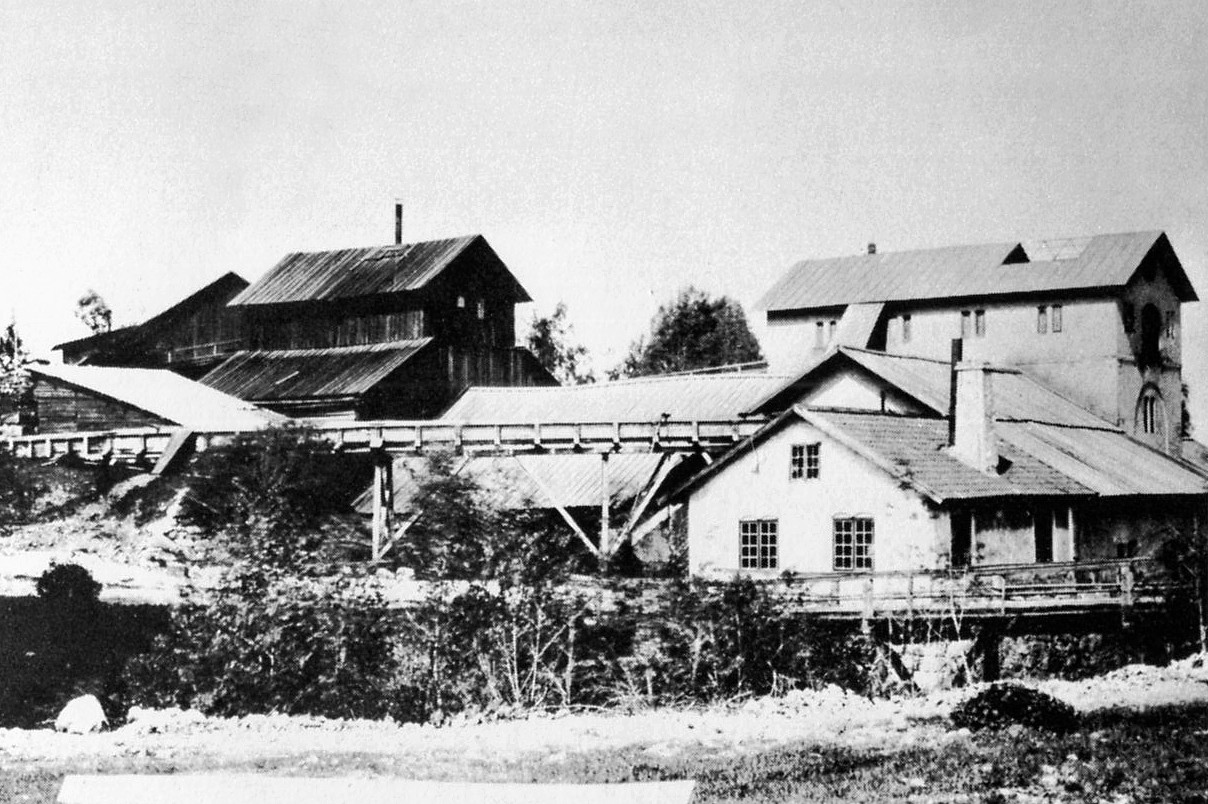
Björnhyttan omkring sekelskiftet 1900.

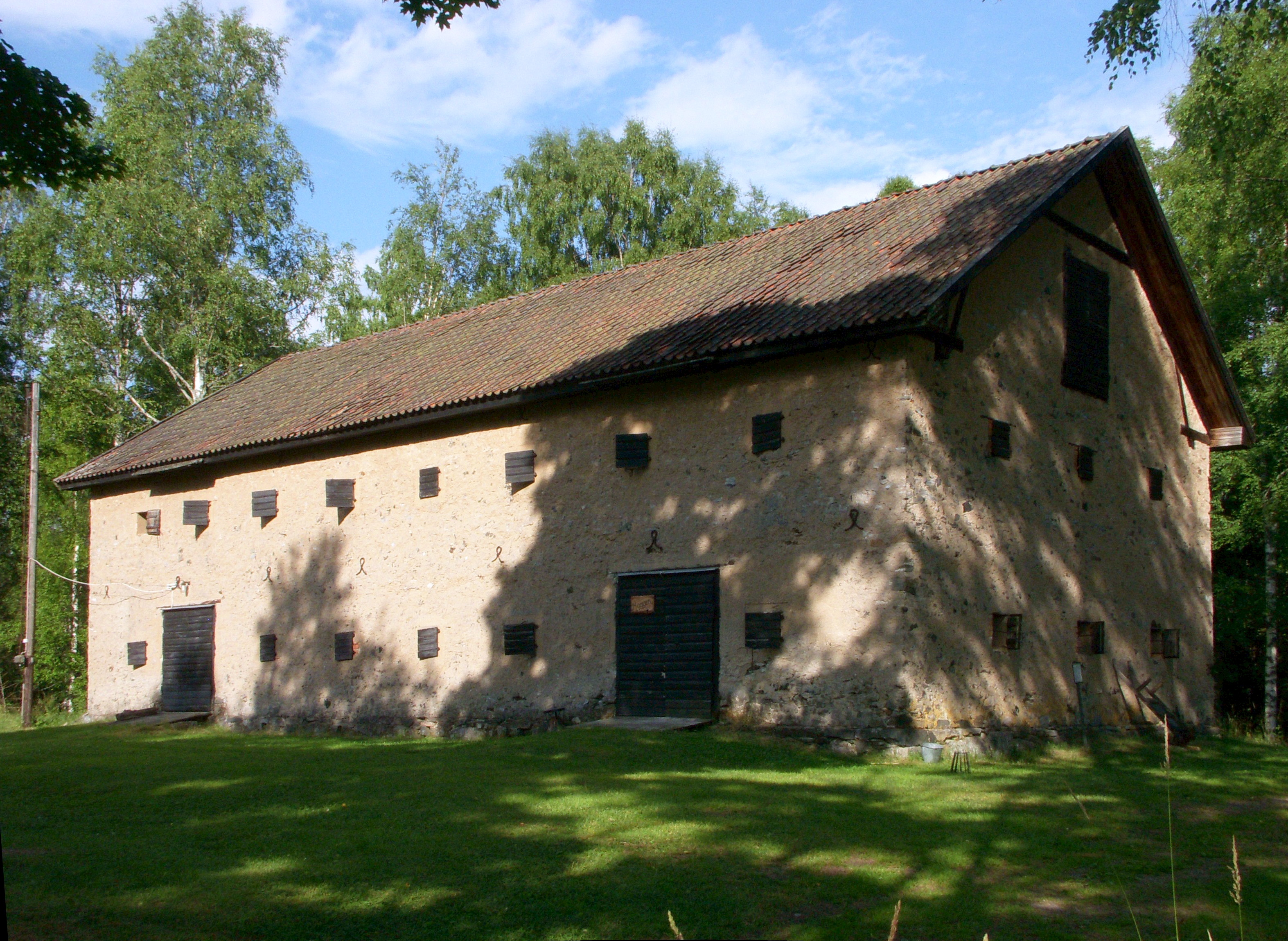
Sädesmagasinet

Björnhyttan ligger i Ludvika kommun, södra Dalarna. Här fanns sedan 1654 Bjönhytte bruk som var i drift fram till 1908. Av anläggningen finns idag några få byggnader och ruiner kvar, bland dem ett magasin, ett stall, ett brygghus, en smedja och slaggstenspelare efter kolhuset. Den nuvarande herrgården uppfördes 1850. När Björnhyttan blomstrade fanns det runt 500 personer i området. Numera är det cirka 14 åretruntboende familjer och en del sommarboende.

## Historik
Björnhytte masugn, eller Nya Rävåla masugn, som den i äldsta handlingar ibland benämns, anlades 1654 på kronans allmänning i Grangärde socken. Bergs Collegiet gav privilegium 10 mars 1658. Under det första decenniet fick bruket vid två tillfällen ta i anspråk arealer av kronans allmänning. I början av 1700-talet anslogs ytterligare mark ur samma allmänning till brukets behov. Samtliga arealer ur allmänningen var så kallad rekognitionsskog, och avgiften fastslogs år 1783. Rekognitionsskogarna arrenderade bruket av kronan för en oftast låg avgift.
Björnhytte masugn ägdes inte av bergsbrukande bönder utan startades av två utsocknes köpmän och var sålunda en köpmanshytta. Hyttan såldes i början av 1800-talet till Färna bruk i Västmanland och först då i grevesläkten von Hermanssons ägo. Greve Carl Johan von Hermansson och hans son Carl Fredrik von Hermansson drev Björnhyttan genom sin inspektor Carl Gustaf Svanberg men besökte ganska sällan själva Björnhyttan. Efter den yngre grevens död såldes bruket till en bruksägare från Hofors som dock 1908 sålde egendomen till staten som i sin tur lät egendomen skötas som en kronopark ingående i Domänverket.  I Dan Anderssons diktning benämndes Björnhyttan för Varghyttan. Numera är hela egendomen i privat ägo.

## Sädesmagasinet
Bland kvarvarande byggnader märks sädesmagasinet, som troligen uppfördes i början av 1800-talet. Huset är i två våningar och murat av slaggsten samt putsat. Här förvarades diverse matvaror och utsäde som skulle försörja både folket vid bruket och även avlägsna finnmarksbor. Magasinet har rustats successivt. Idag finns en restaurang i medeltida stil i byggnaden vid namn "Värdshuset Kaggen".